# مركز التراث العمراني بالدرعية
يقع مركز التراث العمراني بالدرعية على مساحة 4000 م2 لتكون مركزا للتراث العمراني بحي الطريف بالدرعية التاريخية، وقد قامت بتصميم المركز المصممة العراقية زها حديد. فاز تصميم المصممة العراقية الراحلة زها حديد بهذا المركز ليكون آخر تصاميم المصممة الشهيرة
يقام المركز على مساحة 4000 م2 وسيراعي في تصميمه أحجام مباني الدرعية القديمة، ويستخدم في بنائه مواد البناء التقليدية في إطار الرسالة التي يحملها بإحياء التراث واستثمار موارده، ويضم المبنى مكتباً لرئيس الهيئة، وقاعة معرض دائم للتراث العمراني ومكتبة خاصة لكتب التراث العمراني، كما سيضم المبنى إدارات المركز وقاعات للمحاضرات تتسع لـ 250 شخصاً وقاعات للتدريب تتسع لـ 25 متدرباً، إضافة إلى مختبرات حديثة للترميم ونظم المعلومات الجغرافية